# IP-COM ProFi Cloud

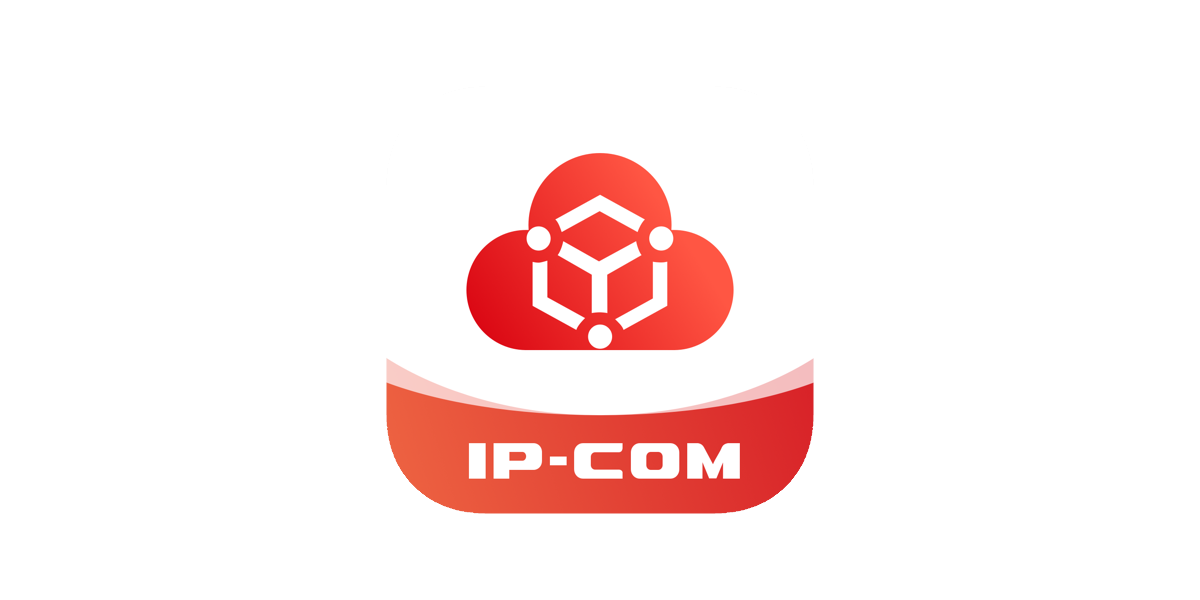
IP-COM ProFi Cloud e un serviciu de gestionare unificată a echipamentelor de rețea de la IP-COM.

IP-COM ProFi Cloud este o platformă web care oferă capacitatea de gestionare și întreținere unificată de la distanță a echipamentelor de rețea IP-COM. IP-COM este deținută de Shenzhen Heweishun Network Technology Co., Ltd. Serviciul a fost lansat în 2009. 

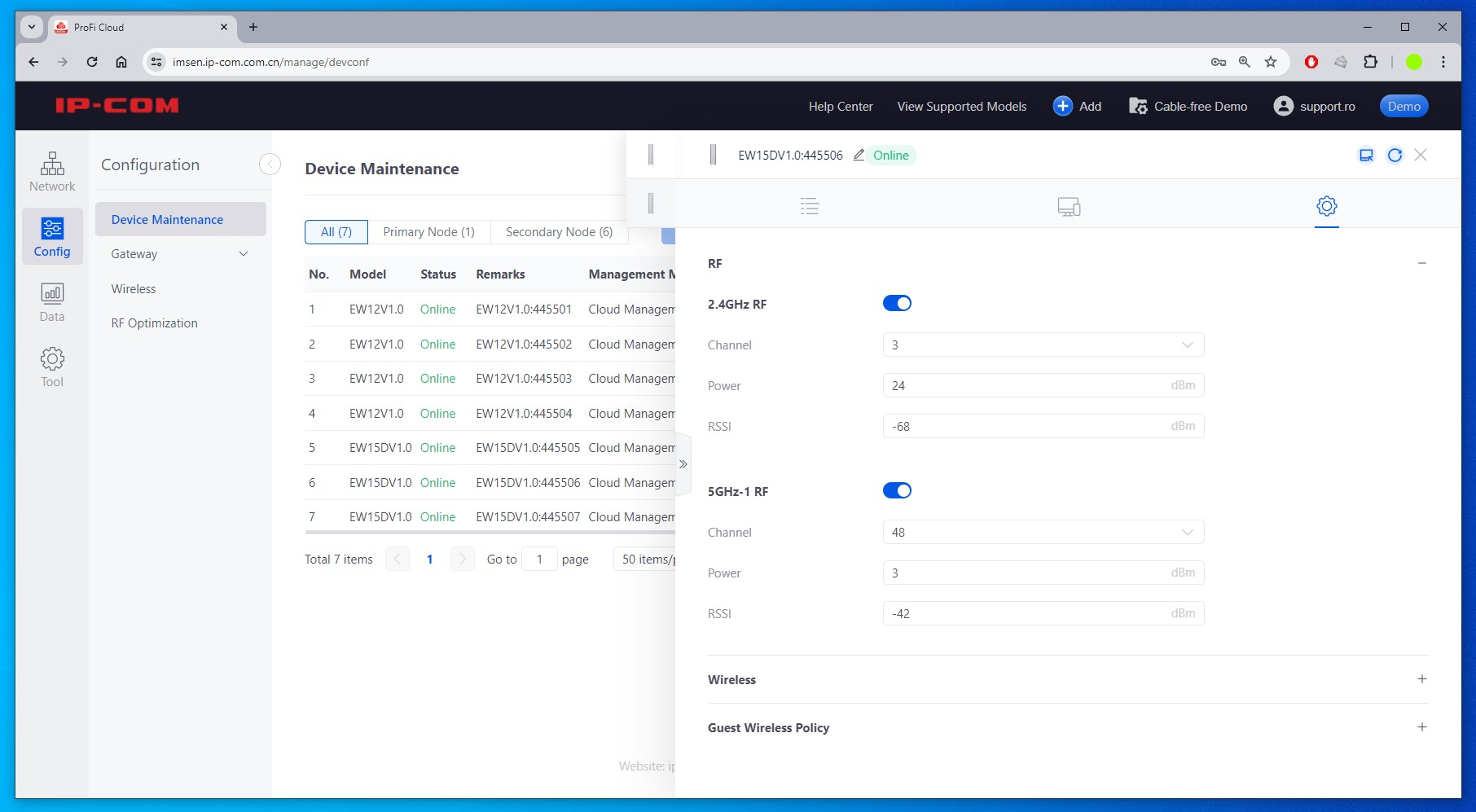
Ruterul Wi-Fi IP-COM EW15D (CompFi 6) gestionabil din platforma cloud IP-COM ProFi Cloud, împreună cu alte echipamente.

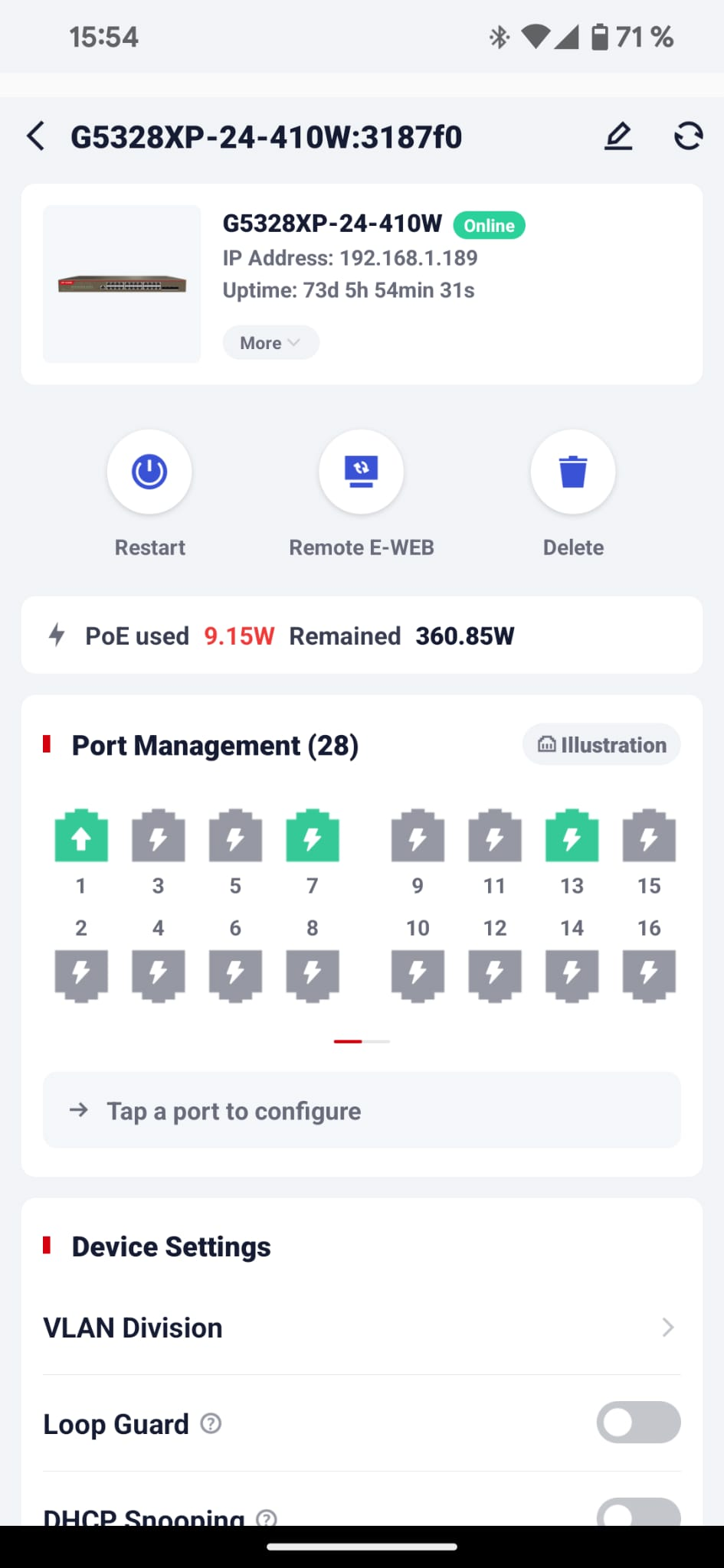
Aplicația de smartphone IP-COM ProFi accesează aceeași bază de date ca și platforma web IP-COM ProFi Cloud.

Acest mod de gestionare unificată din cloud reprezintă un mod diferit de operare și întreținere a rețelei, comparativ cu metodele tradiționale. Echipamentele de rețea instalate în diverse locații pot fi centralizate pe platforma cloud ProFi, iar gestionarea și întreținerea pot fi efectuate într-un mod unificat pe bază de proiect. Astfel, se poate verifica în continuare starea de funcționare a rețelei de la birou sau de acasă. Platforma include funcțiile cele mai frecvent utilizate de către administratorii de sisteme. Totuși, dacă este necesar, se poate accesa și interfața locală a dispozitivului pentru a beneficia de absolut toate opțiunile disponibile. Gestionarea poate fi făcută și cu aplicația de mobil pentru Android & iOS, anume IP-COM ProFi. Aceasta accesează aceleași informații stocate securizat în cloud ca și platforma IP-COM ProFi Cloud, complet gratuit.
Caracteristici importante ale platformei IP-COM ProFi Cloud includ:
- Gestionare de oriunde, oricând fie din platforma ProFi Cloud, fie prin aplicația de Android și iOS, IP-COM ProFi.
- Gestionarea vizuală a dispozitivelor de rețea.
- Optimizare AI a frecvențelor radio, pentru o rețea mai stabilă.
- Tablou de bord cu vizualizarea datelor de trafic, clienți etc.
- Serviciu complet gratuit și fără costuri ulterioare.
- Se pot gestiona unificat switch-urile cu interfață grafică de administrare, punctele de acces Wi-Fi și ruterele de la IP-COM.[1]

Platforma cloud web este accesebilă la adresa https://imsen.ip-com.com.cn/.
Aplicația de smartphone IP-COM ProFi și platforma web IP-COM ProFi Cloud accesează aceeași bază de date securizată din cloud, iar datele contului și proiectului sunt partajate. Prin intermediul aplicației IP-COM ProFi pentru Android și iOS, puteți să creați proiecte, să conectați dispozitive din teren la cloud, să gestionați, să depanați, să vizualizați diverse rapoarte și statistici și să utilizați setul de instrumente încorporate pentru a detecta rapid calitatea rețelei și pentru a depana problemele. Totul prin intermediul telefonului mobil, oricând și oriunde.